# Liga de Nueva Zelanda de waterpolo masculino
La Liga de Nueva Zelanda de waterpolo masculino es la competición más importante de waterpolo masculino entre clubes de Nueva Zelanda.

## Historial
Estos son los ganadores de liga:
- 2010: North Harbour
- 2009: North Harbour
- 2008: Harbour City
- 2007: Harbour City
- 2006: Maranui
- 2005: Maranui
- 2004: North Harbour
- 2003: North Harbour
- 2002: North Harbour
- 2001: North Harbour
- 2000: Marist
- 1999: Harbour City
- 1998: Marist
- 1997: Marist
- 1996: Harbour City
- 1994: Marist
- 1993: Marist
- 1992: Maranui
- 1991: Maranui
- 1990: Maranui
- 1989: Glenfield
- 1988: Maranui
- 1987: Maranui
- 1986: Maranui
- 1985: Avon
- 1984: Maranui
- 1983: Maranui
- 1982: Sockburn
- 1981: Maranui
- 1980: Maranui
- 1979: Maranui
- 1978: Maranui
- 1977: Sockburn
- 1976: Sockburn
- 1975: Sockburn
- 1974: Sockburn
- 1973: Maranui
- 1972: Maranui
- 1971: Hutt
- 1970: Maranui
- 1969: Maranui
- 1968: Waitemata
- 1967: Navy
- 1966: Wellington
- 1965: Wellington
- 1964: Waitemata
- 1963: Waitemata
- 1962: Wellington
- 1961: Waitemata
- 1960: Waitemata
- 1959: Hutt
- 1958: Hutt
- 1957: Waitemata
- 1956: Spreydon